# Zappmissie: Het geheim van Eyck
Zappmissie: Het geheim van Eyck is een Nederlandse televisieserie die in 2015 werd uitgezonden op Zapp. Zappmissie werd elke week tijdens Zapplive uitgezonden en was onderdeel van de jeugdserie Het geheim van Eyck.

## Verhaallijn
In Zappmissie: Het geheim van Eyck gaan 11 Zappers (oftewel Zapp-presentatoren) op een uitje. Bij aankomst op de camping horen ze dat de camping gesloten is. Ze missen de bus waardoor ze 's nachts in het bos moeten slapen. 's Nachts moet Bart Meijer naar de wc. De volgende ochtend merken de anderen dat hij weg is. Ze krijgen drie opdrachten om Bart terug te vinden; als een opdracht niet lukt, wordt een van de Zappers ontvoerd.

## Cast

### Zappers
| Zapper           | Programma              |
| ---------------- | ---------------------- |
| Ron Boszhard     | Zappsport              |
| Maurice Lede     | Het Klokhuis           |
| Dolores Leeuwin  | Het Klokhuis           |
| Bart Meijer      | Het Klokhuis           |
| Anne-Mar Zwart   | Hip voor Nop           |
| Djamila Abdalla  | SpangaS                |
| Ricardo Blei     | SpangaS                |
| Lex Uiting       | Kinderen voor Kinderen |
| Robbie Kammeijer | NOS Jeugdjournaal      |
| Tim den Besten   | Beestieboys            |
| Nicolaas Veul    | Beestieboys            |

### Bijrollen
| Acteur/Actrice  | Rol                |
| --------------- | ------------------ |
| Bob Stoop       | Lucas Vos          |
| Lieke Antonisen | Julia Bouwman      |
| Roy Donders     | Zichzelf           |
| Marcino Iwicki  | Boswachter         |
| Hank Botwinik   | Professor Coltrane |
| Tina de Bruin   | Cleo Koning        |
| Arnoud Bos      | Agent              |
| Marcel Faber    | Welmoed Eyck       |